# Fear & Love
Fear & Love är ett musikalbum av Weeping Willows, utgivet den 14 februari 2007.

## Låtförteckning
1. If You Know What Love Is – 3'58
2. The Burden – 3'56
3. A Man Out of Me – 4'10
4. You'll Never Know (How Good You Really Are) – 3'44
5. Everybody Is Lonely – 3'08
6. Grains of Sand – 3'30
7. Shiver in the Morning Light – 2'53
8. The Moon Is My Witness – 3'30
9. Drifting Away – 4'14
10. Peace & Love – 4'22
11. Whispers – 3'36
12. I Can't Feel It In Here – 4'29

## Medverkande
- Magnus Carlson – sång
- Ola Nyström – gitarr
- Stefan Axelsen – bas
- Anders Hernestam – trummor
- Niko Röhlcke - gitarr, klaviatur
- Andy Bell – synthesizer, piano, gitarr
- Martin Hederos – piano, keyboards
- Patrik Andersson – gitarr

## Listplaceringar
| Lista (2007) | Topplacering |
| ------------ | ------------ |
| Sverige      | 2 .          |

## Recensioner
- Svenska Dagbladet 15 februari 2007